# Eunice tristriata
Eunice tristriata är en ringmaskart som beskrevs av Grube 1870. Eunice tristriata ingår i släktet Eunice och familjen Eunicidae. Inga underarter finns listade i Catalogue of Life.